# Code de justice administrative
Pour les articles homonymes, voir CJA.
Le code de justice administrative (en abrégé : CJA) est un code juridique français, entré en vigueur le 1er janvier 2001.

## Nature
Ce code regroupe des dispositions de droit français relatives à certaines juridictions administratives (Conseil d'État, Cours administratives d'appel, tribunaux administratifs, Tribunal des conflits).

## Histoire
Il a remplacé notamment le code des tribunaux administratifs et des cours administratives d'appel à partir du 1er janvier 2001.
Il a été récemment modifié par le décret n° 2016-1480 du 2 novembre 2016 dit justice administrative de demain (JADE) et celui n° 2016-1481 du 2 novembre 2016 relatif à l’utilisation des téléprocédures.

## Autres codes en relation
- Code de l'organisation judiciaire
- Code de procédure civile
- Code des juridictions financières
- Code général des collectivités territoriales